# Untersiggenthal
Untersiggenthal (schweizerdeutsch: ˈʊndərsɪɡəˌtɑːl, ˈʊndərsɪɡiˌtɑːl) ist eine Einwohnergemeinde im Schweizer Kanton Aargau. Sie gehört zum Bezirk Baden und liegt rund drei Kilometer nordwestlich des Bezirkshauptorts im unteren Limmattal.

## Geographie

Luftansicht (1953)

Die Gemeinde liegt in der Schotterebene östlich des Wasserschlosses der Schweiz, dem Zusammenfluss von Aare, Limmat und Reuss. Die zwei zusammengewachsenen historischen Ortsteile Untersiggingen (im Westen) und Obersiggingen (im Osten) liegen auf einer markanten Geländestufe, die zur Limmat hin abfällt. In den Flussschlaufen am nördlichen Ufer der Limmat haben sich die neuen Quartiere Ennetturgi und Wasserfallen entwickelt. Im Norden bildet der Siggenberg eine natürliche Begrenzung. Diese zum Tafeljura gehörende Erhebung bildet eine ausgedehnte Hochebene, die an ihrem westlichen Ende, am Iberig, steil und unvermittelt ins Aaretal abfällt. In der nordwestlichen Ecke des Gemeindegebietes, rund zwei Kilometer vom Zentrum entfernt, befindet sich im Aaretal die Ortschaft Siggenthal-Station, die rund um den dortigen Bahnhof entstanden ist.
Die Fläche des Gemeindegebietes beträgt 828 Hektaren, davon sind 357 Hektaren bewaldet und 199 Hektaren überbaut. Der höchste Punkt liegt auf 590 Metern auf dem Siggenberg, der tiefste auf 325 Metern an der Aare. Nachbargemeinden sind Würenlingen im Norden, Obersiggenthal im Osten, Baden und Gebenstorf im Süden sowie Brugg und Villigen im Westen.

## Geschichte

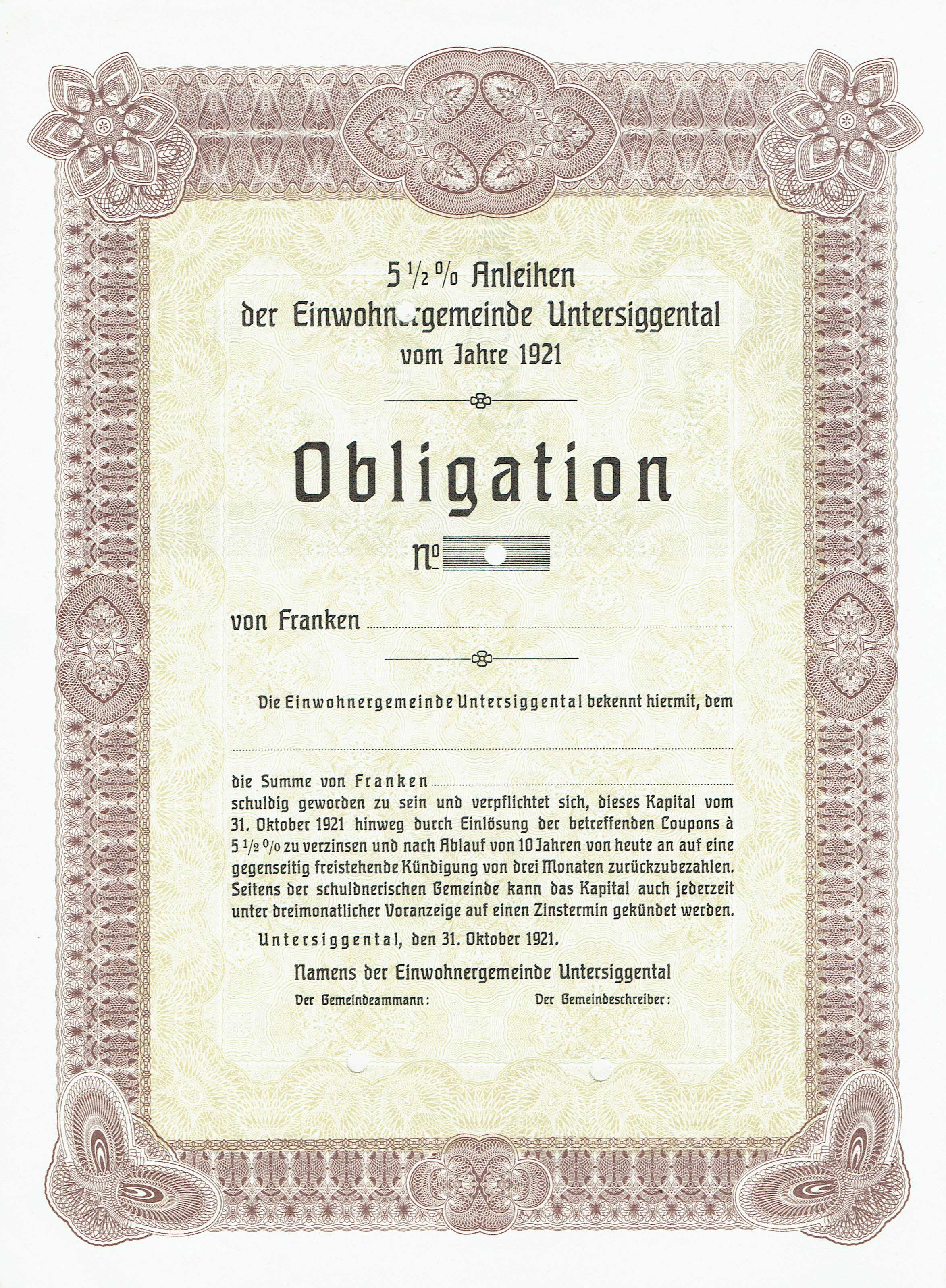
Blankette einer Anleihe der Einwohnergemeinde Untersiggenthal vom 31. Dezember 1921

Das Gebiet von Untersiggenthal war bereits während der Jungsteinzeit und der Bronzezeit besiedelt. Dies geht aus Ausgrabungen bei der «Heidenküche» auf dem Siggenberg im Gebiet «Bürgle» vom April 1937 hervor. Die erste urkundliche Erwähnung von Sickinga erfolgte im Jahr 833. Der Ortsname stammt vom althochdeutschen Sikkingun und bedeutet «bei den Leuten des Sikko». Grundbesitzer im Mittelalter waren das Fridolinsstift in Säckingen (seit dem 9. Jahrhundert), das Kloster Einsiedeln (seit dem frühen 11. Jahrhundert), das Kloster Sankt Blasien (seit dem 12. Jahrhundert), das Kloster Wettingen (seit 1245) und das Kloster Königsfelden in Windisch (seit 1337).
Landesherren und Inhaber der Blutgerichtsbarkeit waren die Grafen von Kyburg, ab 1273 die Habsburger. Um 1250 entstand in der Freudenau gegenüber von Stilli eine Brücke über die Aare. Zu ihrem Schutz liessen die Kyburger die Burg Freudenau errichten. Plündernde Zürcher Truppen zerstörten einen Grossteil der Anlage bei einem Kriegszug im Jahr 1351. Weitere Teile fielen kurz nach 1400 einem Grossbrand zum Opfer, die restlichen Gebäude wurden verlassen und verfielen im Laufe der Jahrhunderte.
1415 eroberten die Eidgenossen den Aargau. Siggenthal war nun Bestandteil des Siggenamts in der Grafschaft Baden, einer gemeinen Herrschaft. 1504 ging die niedere Gerichtsbarkeit an den Landvogt über. Nach längeren Streitigkeiten wurde das Siggenamt im Jahr 1695 geteilt, als Kirchdorf und Nussbaumen die eigenständige Gemeinde Obersiggenthal bildeten. 1798 wurde die Alte Eidgenossenschaft zur Helvetischen Republik, einer Tochterrepublik des revolutionären Frankreichs. Untersiggenthal war zunächst eine Gemeinde im kurzlebigen Kanton Baden. Während der Zweiten Schlacht bei Zürich bombardierten die Truppen von General Massena 1799 das von den Russen besetzte Untersiggingen. Seit 1803 gehört die Gemeinde zum Kanton Aargau.
Ab dem 18. August 1859 führte die Eisenbahnlinie nach Waldshut durch das Gemeindegebiet von Untersiggenthal. Der drei Jahre vorher eröffnete Bahnhof Turgi lag für die meisten Einwohner jedoch bedeutend näher. Nachdem zuvor zahlreiche Einwohner Arbeit in den Fabriken von Turgi gefunden hatten, entstand 1869 mit der Zwirnerei Stroppel die erste Fabrik auf Untersiggenthaler Boden (Produktion bis 1990). Seit 1900 stieg die Einwohnerzahl um mehr als das Sechsfache, und Untersiggenthal entwickelte sich zu einem Teil der Agglomeration Baden.

## Sehenswürdigkeiten

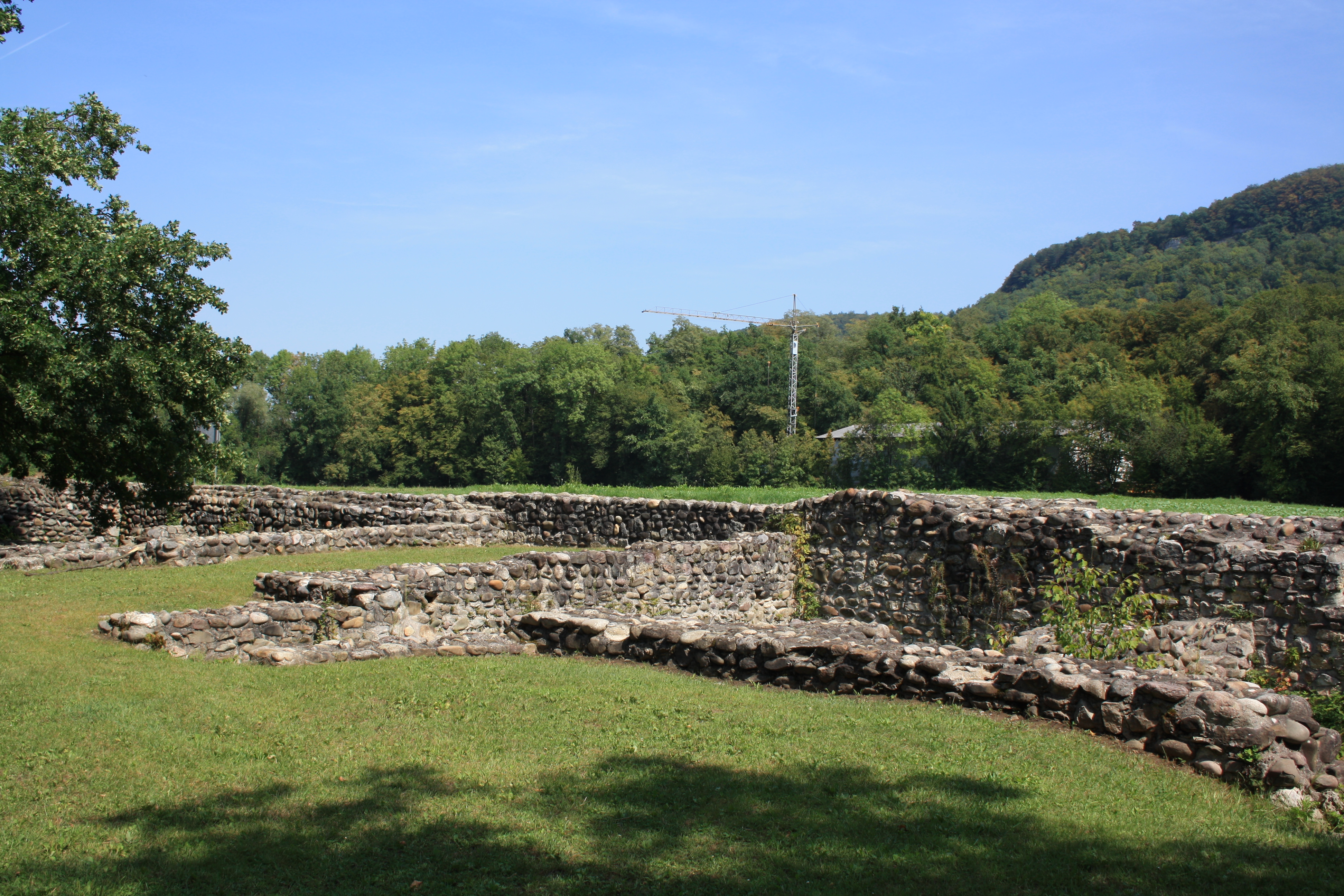
Ruine Freudenau

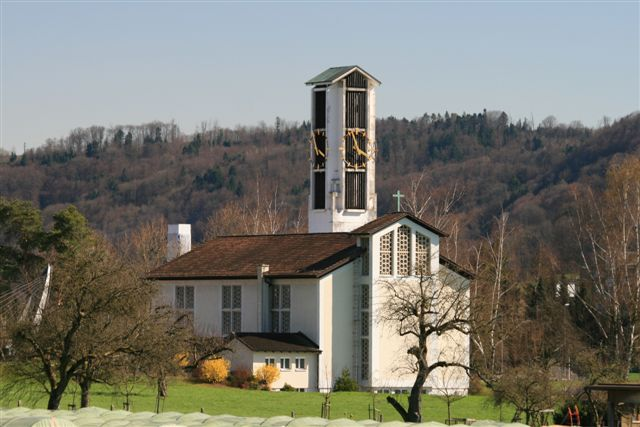
Römisch-katholische Kirche in Untersiggenthal

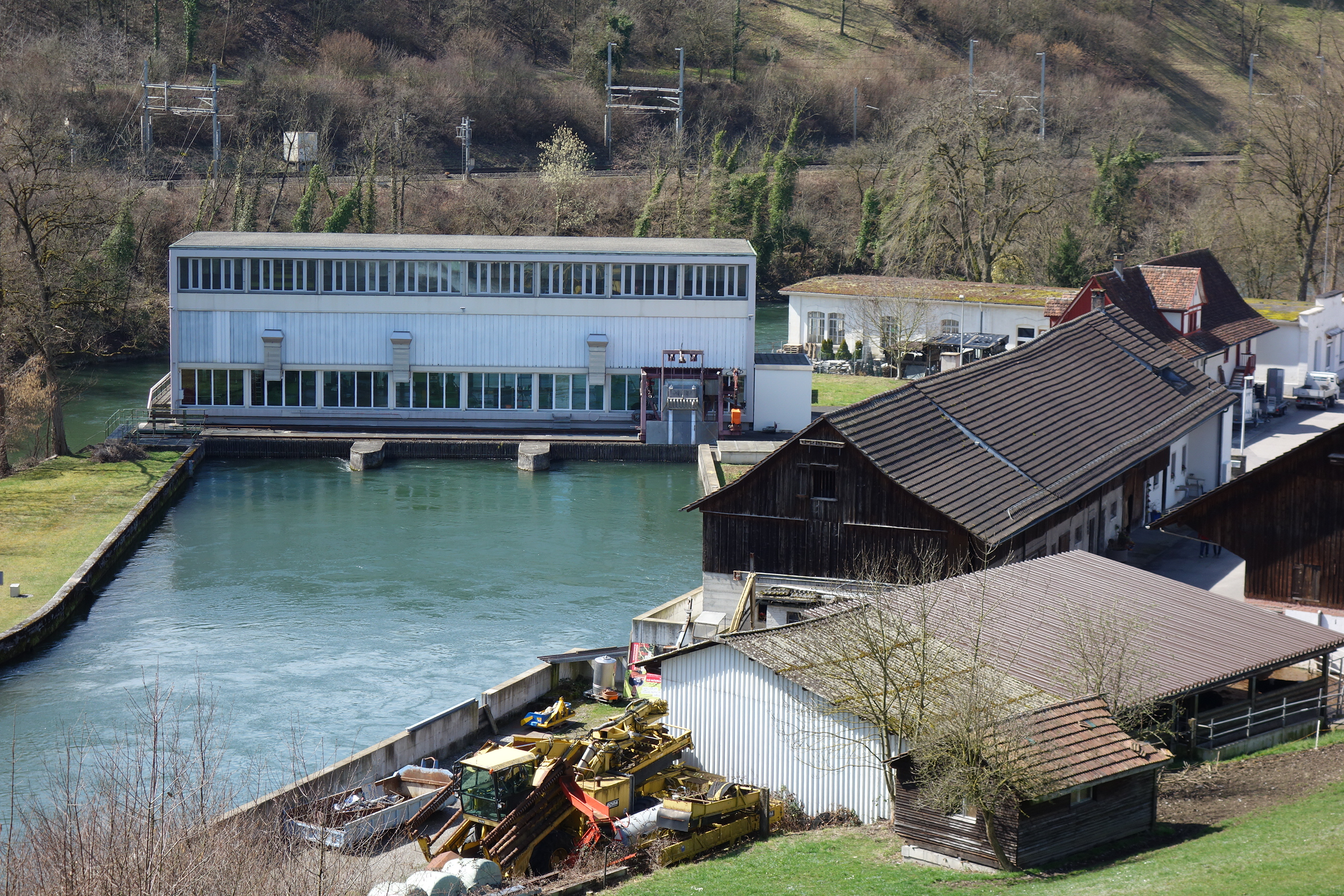
Kraftwerk Schiffmühle

Die Burg Freudenau wurde um 1240 zum Schutz der damals über die Aare gebauten Brücke errichtet.

## Wappen
Die Blasonierung des Gemeindewappens lautet: «In Rot zwei gekreuzte weisse Schlüssel.» Das zu Beginn des 19. Jahrhunderts eingeführte Wappen ist vermutlich vom Attribut des Kirchdorfer Kirchenpatrons Petrus hergeleitet. Die zwei Schlüssel weisen auf Ober- und Untersiggingen hin.

## Bevölkerung
Die Einwohnerzahlen entwickelten sich wie folgt:
| Jahr      | 1803 | 1850 | 1900 | 1930 | 1950 | 1960 | 1970 | 1980 | 1990 | 2000 | 2010 | 2020 |
| Einwohner | 558  | 989  | 1073 | 1637 | 1890 | 2868 | 3854 | 4597 | 5424 | 6128 | 6692 | 7229 |

Am 31. Dezember 2023 lebten 7615 Menschen in Untersiggenthal, der Ausländeranteil betrug 31,3 %. Bei der Volkszählung 2015 bezeichneten sich 39,9 % als römisch-katholisch und 19,7 % als reformiert; 40,4 % waren konfessionslos oder gehörten anderen Glaubensrichtungen an. 82,9 % gaben bei der Volkszählung 2000 Deutsch als ihre Hauptsprache an, 3,6 % Italienisch, 2,8 % Albanisch, 2,3 % Serbokroatisch, 1,3 % Französisch, 1,0 % Türkisch, 0,9 % Portugiesisch, 0,8 % Englisch und 0,7 % Spanisch.

## Politik und Recht
Die Versammlung der Stimmberechtigten, die Gemeindeversammlung, übt die Legislativgewalt aus. Ausführende Behörde ist der fünfköpfige Gemeinderat. Er wird im Majorzverfahren vom Volk gewählt, seine Amtsdauer beträgt vier Jahre. Der Gemeinderat führt und repräsentiert die Gemeinde. Dazu vollzieht er die Beschlüsse der Gemeindeversammlung und die Aufgaben, die ihm vom Kanton zugeteilt wurden. Für Rechtsstreitigkeiten ist in erster Instanz das Bezirksgericht Baden zuständig. Untersiggenthal gehört zum Friedensrichterkreis III (Baden).

## Wirtschaft
In Untersiggenthal gibt es gemäss der im Jahr 2015 erhobenen Statistik der Unternehmensstruktur (STATENT) rund 2850 Arbeitsplätze, davon 2 % in der Landwirtschaft, 68 % in der Industrie und 30 % im Dienstleistungsbereich. Die Gemeinde zählt noch ein Dutzend Landwirtschaftsbetriebe, am sonnigen Südhang des Siggenbergs wird etwas Weinbau betrieben. Es gibt insgesamt 300 kleinere und mittlere Betriebe. Unter anderem hat die ABB hier eine Zweigstelle. An der Limmat befinden sich die Kraftwerke Schiffmühle und Stroppel. In Ennetturgi und bei der Bahnstation Siggenthal-Würenlingen gibt es jeweils eine Gewerbezone. Die meisten Erwerbstätigen sind Wegpendler und arbeiten in der nahe gelegenen Stadt Baden.

## Verkehr
Durch Untersiggenthal führt die viel befahrene Kantonsstrasse 295, die von Baden nach Siggenthal-Station führt und dort auf die Hauptstrasse 5 nach Koblenz trifft. Drei Brücken führen über die Limmat nach Gebenstorf und Turgi, eine weitere Brücke über die Aare nach Stilli. Untersiggenthal ist Endstation von zwei Buslinien der Gesellschaft RVBW: Die Linie 2 fährt über Obersiggenthal, Ennetbaden, den Bahnhof Baden und Killwangen nach Spreitenbach. Die Linie 6 fährt über Obersiggenthal, Baden und Dättwil nach Rütihof. Eine Postautolinie von Gebenstorf nach Würenlingen verbindet die Gemeinde mit den Bahnhöfen Siggenthal-Würenlingen und Turgi. An Wochenenden verkehrt ein Nachtbus von Baden nach Würenlingen.

## Bildung
Es gibt je vier Kindergärten und Schulhäuser, in denen die Primarschule, die Sekundarschule und die Realschule unterrichtet werden. Die Bezirksschule kann in Turgi oder Obersiggenthal besucht werden. Die nächstgelegenen Gymnasien sind die Kantonsschule Baden und die Kantonsschule Wettingen.

## Sport
Im Ortsteil Siggenthal-Station steht die im Jahr 2016 eröffnete GoEasy Arena, wo der Handball-Verein TV Endingen seine Heimspiele austrägt.

## Persönlichkeiten
- Beat Baumli (* 1956), Jazzgitarrist
- Max Chopard (1929–2009), Politiker
- Max Chopard-Acklin (* 1966), Politiker
- Anton Keller (1934–2025), Politiker
- Rosemarie Keller (* 1937), Schriftstellerin
- Hans Killer (* 1948), Politiker
- Walo Lüönd (1927–2012), Schauspieler
- Seraina Telli (* 1990), Musikerin